# 弘前市立桔梗野小学校
弘前市立桔梗野小学校（ひろさきしりつ ききょうのしょうがっこう）は、青森県弘前市桔梗野二丁目にある公立小学校。

## 沿革
- 1949年（昭和24年）
  - 4月1日 - 桔梗野185番地の歩兵第31連隊の兵舎跡地に朝陽小学校（現：弘前市立朝陽小学校）の分校、第二朝陽小学校として創立。
  - 6月27日 - 新築の校舎に移転。
  - 9月1日 - 弘前市立桔梗野小学校と改称。
  - 12月 - ユニセフ物資による、給食モデルスクールに指定される（1951年（昭和26年）1月、ユニセフ給食終了）。
- 1951年（昭和26年）
  - 2月 - 学校独自の完全給食実施（1952年（昭和27年）3月、経営難のため廃止）。
  - 3月24日 - 校旗樹立。
- 1954年（昭和29年）10月1日 - 校歌制定。
- 1958年（昭和33年）9月 - 増築校舎完成。同じく、普通教室と特殊学級を改築。
- 1969年（昭和44年）10月 - 創立20周年記念式典挙行。
- 1970年（昭和45年）8月 - 校舎改築工事に着手。
- 1971年（昭和46年）
  - 3月 - 第一期工事（普通教室6）完成。
  - 5月 - 第二期工事着工。
- 1972年（昭和47年）
  - 1月 - 第二期工事（体育館・普通教室6）完成。
  - 6月 - 第三期工事着工。
  - 12月15日 - 第三期工事（普通教室8・管理棟など）完成。
- 1973年（昭和48年）2月 - 校舎落成記念式典挙行。
- 1977年（昭和52年） - この年度に、児童数943名（25学級）とピークを迎えた。
- 1999年（平成11年） - 創立50周年記念式典挙行。
- 2009年（平成21年） - 創立60周年記念式典挙行[1]。
- 2011年（平成23年） - 耐震補強実施[2]。
- 2012年（平成24年） - 屋根改修[2]。
- 2019年（令和元年）
  - 日付不明 - 大改空調[2]。
  - 10月5日 - 創立70周年記念式典挙行[3]。
- 2023年（令和5年） - トイレ改修（洋式化）[2]。

## 教育目標
～夢を語り合う 楽しい学校～　
- ☆すすんで学ぶ
- ☆思いやる
- ☆最後までやりとげる

## 学区
在府町の一部、新寺町、新寺町新割町、北新寺町、南塘町の一部、桔梗野全域、樹木全域、旭ケ丘全域、緑ケ丘全域、清水全域、若葉全域、清水富田（字桔梗流）、清富町

## 交通
- 弘南バス
  - 「桔梗野小学校前」停留所
    - 弘前駅 - 久渡寺線　

  - 「桔梗野」停留所
    - 桔梗野経由　弘前駅 - 金属団地・桜ヶ丘線

## 著名な卒業生
- 櫻田宏（弘前市長）
- 外崎修汰（埼玉西武ライオンズ選手）

## 参考資料
- 『弘前市教育史 別巻 年表・学校沿革索引』（弘前市・1979年3月12日発行）176頁「桔梗野小学校」
- 『青森県教育史 別巻』（青森県教育委員会・1973年12月20日発行）「学校沿革 小学校」715頁「桔梗野小学校」